# Герб комуни Ульрісегамн
Герб комуни Ульрісегамн (швед. Ulricehamns kommunvapen) — символ шведської адміністративно-територіальної одиниці місцевого самоврядування комуни Ульрісегамн. 

## Історія

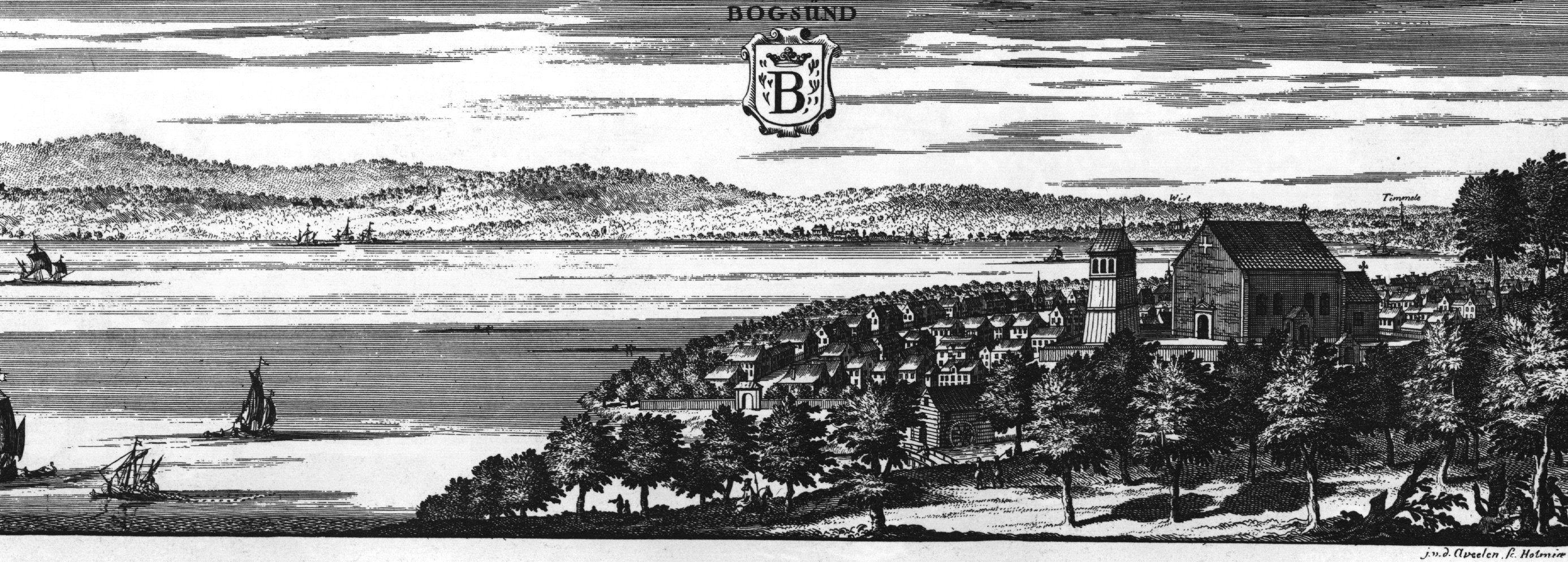
Гравюра з панорамою міста Ульрісегамн (біля 1700 р.)

Від XV століття місто Богесунд використовувало герб з літерою «В» під короною. Після зміни назви 1741 року на Ульрісегамн на честь королеви Ульріки Елеонори символ у гербі помінявся на літеру «U». 
Сучасний дизайн герба міста Ульрісегамн отримав королівське затвердження 1949 року.    
Після адміністративно-територіальної реформи, проведеної в Швеції на початку 1970-х років, муніципальні герби стали використовуватися лишень комунами. Цей герб був 1974 року перебраний для нової комуни Ульрісегамн.
Герб комуни офіційно зареєстровано 1975 року.

## Опис (блазон)
У синьому полі, всипаному золотими конюшиновими трилисниками, такий же сигль «U» під закритою короною.

## Зміст
Сюжет герба походить з міських печаток XVІІІ століття і представляє монограму королеви королеви Ульріки Елеонори.     